# Petrus Jonæ Helsingius
För biskopen, se Petrus Jonæ Helsingus
Petrus Jonæ Helsingius, född 1592, död 23 juni 1663, var en svensk präst och kyrkoherde i Mora 1629-1641 och Falun 1641-1663.
Han föddes i Hälsingland. Från 1610-talet var han lärare i Västerås. Under sin studietid sändes han jämte skolkamraterna Georg Stiernhielm och Jonas Columbus på biskop Johannes Rudbeckius initiativ utomlands för studier och Helsingius blev troligen under denna utlandsvistelse filosofie magister i Wittenberg. Vid sin hemkomst 1625 förordnades han till lektor och konrektor vid Västerås Trivialskola, men kallades därifrån 1629 för att bli kyrkoherde i Mora socken. Hans duglighet och rättframma sätt gentemot allmogen gjorde honom populär i hela landskapet och ledde till en utnämning till kyrkoherde i Falu stad 1641. 1642 bildades Falu stad och kommun i Kopparbergs län som en utbrytning och Falu Kristine församling utbröts 1665 som stadsförsamling. Här tog han initiativet till byggandet av Falu Kristine kyrka i Falun, insattes till ordförande i det konsistorium Rudbeckius låtit inrätta i Falun och var riksdagsman 1649. Helsingius, eller "mäster Per" som han kallades, stod i hög gunst hos drottning Kristina, som roades av hans skämt och frispråkiga sätt att uttrycka sig.
En mängd sägner berättas om Helsingius. Under riksdagen 1649 predikade han i slottskapellet. Drottningen, som ej närvarade, bad senare på eftermiddagen Helsingius att läsa upp predikan för henne. Helsingius skall ha inlett: "Här står jag och skall värma upp den kål'n som jag kokade i förmiddags." Vidare skall en gång Helsingius ha predikat i Falu kyrka, då en man inträtt klädd i tidens mode med öppna ärmar, band och spetsar på kläderna. Helsingius skall ha ropat från predikstolen "Åh si, hur fan har farit fram med den där karl'n; hur han har slitit och rifvit honom... Gud bevar'oss ifrån'en! ... tar och ler ut'n!". När drottning Kristina under sin vistelse i Falun bodde hos Helsingius, hade en henne tillhörig knähund en dag kommit upp på bordet och gick från den ena till den andra. Hovmännen bjöd honom av vad de hade på sina tallrikar under yttrande: "Behagar hund kött, stek?" och så vidare. När hunden kom till Helsingius grep denne honom om nacken och sade: "Behagar hund spatsera på golvet? När jag var hund, fick jag vackert hålla mig under bordet."
Han var far till Henricus Petri Moræus och Hans Johan Moræus.